# Николенко, Павел Семёнович
Нико́ленко Павел Семе́нович (27 июня 1931, Большая Корениха, Николаевская обл. — 5 февраля 1993, Николаев (Николаевская область)) — советский и украинский врач высшей категории, главный хирург Николаевского областного отдела здравоохранения.

## Биография
Родился 27 июня 1931 года в селе Большая Корениха (сейчас Заводский район города Николаева).
1949—1953 гг. — учился в фельдшеро-акушерской школе г. Николаева. Министерство здравоохранения СССР экзамен за 4-й курс и государственные экзамены за фельдшеро-акушерскую школу в порядке исключения разрешило сдать экстерном.
02.1951 — 07.1952 гг. — проходил службу в Советской Армии на должности санинструктора, 07.1952 — 04.1953 гг. — на должности фельдшера (г. Севастополь).
22.07.1953 — 15.09.1953 гг. — находился на должности заведующего фельдшерским пунктом р/х «Кирова» (Николаевский район Николаевской области).
01.12.1953 — 27.08.1954 гг. — фельдшер здравпункта завода им. 61 Коммунара (г. Николаев).
1954—1960 гг. — учился в Винницком государственном медицинском институте. Получил диплом с отличием.
25.07.1960 — 21.03.1977 гг. — работал в Баштанской районной больнице на должностях заместителя главного врача, заведующего хирургическим отделением.
22.03.1977 — 05.02.1993 гг. — работал в Николаевском областном отделе здравоохранения на должности главного хирурга.
Избирался делегатом съездов хирургов СССР: XXVIII (Москва, 1965), XXIX (Киев, 1974), XXX (Минск, 1981), XXXI (Ташкент, 1986); участвовал в работе съездов хирургов Украинской ССР: XIII (Львов, 1976), XIV (Донецк, 1980), XV (Симферополь, 1984), XVI (Одесса, 1988), IV съезда анестезиологов Украинской ССР (Одесса, 1989).
Член Всесоюзного общества изобретателей и рационализаторов с 1974 года; член Николаевского научно-медицинского общества хирургов с 1970 года, председатель — с 1977 года. Организатор и участник многих Всесоюзных и всеукраинских, областных научных и научно-практических конференций и семинаров. На счету Николенка Павла Семеновича тысячи успешно проведенных хирургических операций..
В 1971 году про Николенка Павла Семеновича был снят кинофильм хронометражом в 25 мин. под названием «Спасибі, лікаре!» (в пер. с укр. — «Спасибо, доктор!»). Автор сценария — С.Дацюк, режиссёр — В.Завизион, редактор — Н.Землянова.
Умер 05.02.1993 г. Похоронен в с. Большая Корениха (Заводский район г. Николаева)
Распоряжением городского головы г. Николаева от 19.02.2016 №28р "Про переименование объектов топонимики" ул.Краснофлотскую переименовано на ул. Доктора Николенка.

## Награды
Орден "Знак Почета" (Указ Президиума Верховного Совета СССР от 20.07.1974 года. Номер ордена — 700792).
Орден Красного Знамени (Указ Президиума Верховного Совета СССР от 20.08.1986 года. Номер ордена — 1125285).
Нагрудный знак «Отличник здравоохранения СССР» (Приказ Министра здравоохранения СССР от 03.06.1969 года. Номер — 28471).
Звание «Ударник коммунистического труда», 1980 г..